# 제17기갑사단 (독일 국방군)

제17기갑사단은 제2차 세계 대전에 참전한 독일군 부대로 1940년에 제27보병사단을 개편하여 창설하였다.

## 부대 역사
제17기갑사단은 창설 후 1941년 6월부터 1942년 11월까지 동부 전선의 중부 지구에서 소련군과 싸웠고, 스탈린그라드에 포위된 독일 6 군을 구출하려는 작전에 투입되기도 했다. 우크라이나와 폴란드를 거쳐 독일 동부로 철수했고, 그곳에서 종전을 맞이했다.

## 주요 참전 전투
- 동부 전선, 중부 지구: 1941년 6월 ~ 1942년 11월
- 동부 전선, 남부 지구: 1942년 11월 ~ 1944년 3월
- 동부 전선, 중부 지구: 1944년 3월 ~ 1944년 8월
- 폴란드 지구: 1944년 8월 ~ 1945년 3월
- 동부 독일: 1945년 3월 ~ 1945년 5월

## 역대 지휘관
계급은 그 사람의 최종 계급이다.
| 이름                         | 계급     | 임기 시작        | 임기 종료        |
| 카를 리터 폰 베버            | 소장     | 1940년 11월 1일  | 1941년 7월 17일  |
| 카를 리터 폰 토마            | 기갑대장 | 1941년 7월 17일  | 1941년 9월 15일  |
| 한스위르겐 폰 아르님         | 원수     | 1941년 9월 15일  | 1941년 11월 11일 |
| 루돌프 에두아르트 리흐트     | 중장     | 1941년 11월 11일 | 1942년 10월 10일 |
| 프리돌린 폰 젠거 운트 에터린 | 기갑대장 | 1942년 10월 10일 | 1943년 6월 16일  |
| 발터 쉴링                    | 중장     | 1943년 6월 16일  | 1943년 7월 21일  |
| 카를 프리드리히 폰 데어 메덴 | 중장     | 1943년 7월 21일  | 1943년 9월 20일  |
| 루돌프 데메                  | 소장     | 1944년 9월 20일  | 1944년 12월 2일  |
| 알베르트 브룩스              | 대령     | 1944년 12월 2일  | 1945년 1월 19일  |
| 테오도어 크레취머            | 소장     | 1945년 2월 1일   | 1945년 5월 8일   |

## 부대 편제
다음 편제는 영어판 위키에서 번역한 것이나 시기는 나와 있지 않다.
사단사령부
- 사단 참모진
- Mapping Detachment (mot)
- 군헌병대 (자동차화)
- 호위중대

39 전차연대
- 연대 참모
- 전차대대 X 2
- 전차정비중대

40 기갑척탄병 연대
- 연대 참모
- 전차대대 X 3
- 자동차화 공병 중대
- 보병지원 자주포병중대

27 대전차대대
- 대대 참모
- 전차대대 지원 중대
- 돌격포 중대 X 2
- 대전차중대(자동차화)
- 대전차 보급 분견대 (자동차화)

27 기갑정찰대대
- 대대 참모
- 대대 지원중대
- 룩스 정찰 중대
- 정찰중대 X 2 (하프트랙)
- 중정찰대대 (하프트랙)
- 정찰보급중대(자동차화)

27 기갑포병연대
- 연대 참모 및 지원대대
- 자주포병대대
- 자동차화 포병대대 X 2

297 지상방공포대대
- 대대 참모 및 지원중대(Battery)
- 자동차화 중대공포중대 X 2
- 자동차화 경대공포중대

27 기갑통신대대
- 통신대대 참모
- 기갑 유선 중대
- 기갑 무선 통신 중대
- 자동차화 통신보급중대

27 기갑공병대대
- 대대 참모 (하프트랙)
- 공병중대 (자동차화) X 2
- 공병중대 (하프트랙)

- 지원 및 보급 부대

## 시기별 배치 현황
| 날짜        | 군단            | 군         | 집단군              | 지역                         |
| ----------- | --------------- | ---------- | ------------------- | ---------------------------- |
| 11.40-3.41  | 24 군단         | 2 군       | C 집단군            | 독일                         |
| 4.41        | -               | 11 군      | C 집단군            | 독일                         |
| 5.41-6.41   | 8 군관구        | 2 기갑집단 | -                   | 독일                         |
| 7.41-10.41  | 47 군단         | 2 기갑집단 | 중부집단군          | 스몰렌스크, 키예프, 브랸스크 |
| 11.41-12.41 | 24 군단         | 2 기갑군   | 중부집단군          | 툴라                         |
| 1.42-2.42   | 47 군단         | 2 기갑군   | 중부집단군          | 오렐                         |
| 3.42        | 53 군단         | 2 기갑군   | 중부집단군          | 오렐                         |
| 4.42        | 24 군단         | 2 기갑군   | 중부집단군          | 오렐                         |
| 5.42-7.42   | 47 군단         | 2 기갑군   | 중부집단군          | 오렐                         |
| 8.42        | 예비대          | 2 기갑군   | 중부집단군          | 오렐                         |
| 9.42        | 53 군단         | 2 기갑군   | 중부집단군          | 오렐                         |
| 10.42-11.42 | 35 군단         | 2 기갑군   | 중부집단군          | 오렐                         |
| 12.42       | 예비대          | -          | 돈 집단군           | 돈 강 (코테르니코포)         |
| 1.43-2.43   | 57 군단         | 4 기갑군   | 돈 집단군           | 로스토프                     |
| 3.43        | 57 군단         | 4 기갑군   | 남부집단군          | 하르코프                     |
| 4.43-6.43   | 57 군단         | 1 기갑군   | 남부집단군          | 도네츠 (Isjum)               |
| 7.43        | 예비대          | 1 기갑군   | 남부집단군          | 도네츠 (Isjum)               |
| 8.43        | 40 군단         | 1 기갑군   | 남부집단군          | 도네츠 (Isjum)               |
| 9.43        | 예비대          | 6 군       | 남부집단군          | 도네츠 (Isjum)               |
| 10.43       | 4 군단          | 6 군       | A 집단군            | 드니에프르                   |
| 11.43       | Westtaurien     | 6 군       | A 집단군            | Cherson                      |
| 12.43       | 44 군단         |            | A 집단군            | Cherson                      |
| 1.44        | 24 군단         | 4 기갑군   | 남부집단군          | 비니차                       |
| 2.44        | 47 군단         | 8 군       | 남부집단군          | 체르카시                     |
| 3.44        | 예비대          | 1 기갑군   | 남부집단군          | Kamenetz-Podolsk             |
| 4.44        | 3 군단          | 1 기갑군   | 북우크라이나 집단군 | Stanislau                    |
| 5.44-6.44   | 예비대          | 1 기갑군   | 북우크라이나 집단군 | Stanislau                    |
| 7.44        | 46 군단         | 4 기갑군   | 북우크라이나 집단군 | Lemberg (Sokol)              |
| 8.44        | 3 군단          | 4 기갑군   | 북우크라이나 집단군 | Tarnow                       |
| 9.44        | 42 군단         | 4 기갑군   | 북우크라이나 집단군 | Baranow                      |
| 10.44       | 42 군단         | 4 기갑군   | A 집단군            | Baranow                      |
| 11.44-1.45  | 예비대          | -          | A 집단군            | Baranow                      |
| 2.45        | 프리드리히 군단 | 4 기갑군   | 중부집단군          | Oder (Steinau)               |
| 3.45        | 39 군단         | 17 군      | 중부집단군          | J?gerndorf                   |
| 4.45        | 예비대          | 1 기갑군   | 중부집단군          | 메렌                         |
| 5.45        | 40 군단         | 17 군      | 중부집단군          | 메렌                         |

## 기사십자장 수훈자
| 연도   | 날짜      | 이름                                                              |
| ------ | --------- | ----------------------------------------------------------------- |
| 1941년 | 11월 15일 | 한스 그라틀                                                       |
| 1941년 | 8월 11일  | 요세프 그레취만                                                   |
| 1941년 | 9월 4일   | 한스 위르겐 아르님                                                |
| 1941년 | 9월 4일   | 쿠르트 뵈트허                                                     |
| 1942년 | 11월 21일 | 오토 뷔징                                                         |
| 1942년 | 1월 18일  | 쿠르트 쿠노                                                       |
| 1942년 | 2월 26일  | 에리히 카이저                                                     |
| 1942년 | 8월 12일  | 콘라트 레흐니츠                                                   |
| 1943년 | 10월 12일 | 막스 클뤼베르                                                     |
| 1943년 | 10월 26일 | 루드비히 베크만                                                   |
| 1943년 | 10월 2일  | 로타르 잔                                                         |
| 1943년 | 11월 16일 | 베르너 피취                                                       |
| 1943년 | 1월 30일  | 프리드리히 린덴베르크                                             |
| 1943년 | 1월 30일  | 카를 프뢸                                                         |
| 1943년 | 2월 8일   | 귄터 코르센                                                       |
| 1943년 | 2월 8일   | 발터 헨리히                                                       |
| 1943년 | 2월 8일   | 프리돌린 젱거 운트 에터린                                         |
| 1943년 | 3월 26일  | 헬무트 보케                                                       |
| 1943년 | 6월 15일  | 빌헬름 레히너                                                     |
| 1943년 | 7월 28일  | 발터 쉴링                                                         |
| 1943년 | 9월 1일   | 요한 괴틀러                                                       |
| 1943년 | 9월 22일  | 프란츠 멘츠                                                       |
| 1944년 | 3월 7일   | 요세프 뤼거                                                       |
| 1944년 | 5월 4일   | 한스 트뢰거                                                       |
| 1945년 | 2월 22일  | 프리드리히 페르디난트 쉴레스비히-홀쉬타인-존덴부르크-글뤼스부르크 |

## 같이 보기
- 사단 (군사)
- 동부 전선 (제2차 세계 대전)
- 제2차 세계 대전의 독일군 사단 목록
- 군사 조직
- 전차, 기갑사단, 독일 기갑사단
- 독일 육군 (제2차대전), 독일 연방방위군 육군 (현재)